# Ланге, Юп
Йозеф Мари Альберт «Юп» Ланге (нидерл. Joseph Marie Albert «Joep» Lange; 25 сентября 1954, Ньювенхаген, Лимбург — 17 июля 2014, Грабово, Донецкая область) — нидерландский клинический исследователь, специализирующийся на терапии ВИЧ. Служил как президент Международного общества по лечению СПИДа с 2002 по 2004. Также был основателем и председателем «Фонда PharmAccess». Юп Ланге был одним из пассажиров рейса 17 Malaysia Airlines, который был сбит 17 июля 2014 над территорией Украины.

## Рождение и образование
Йозеф Мари Альберт Ланге родился в 1954 году в селе Нивенгаген в Нидерландах. Он учился в Университете Амстердама, где получил звание доктора медицины в 1981 г. и звание доктора философии (PhD) в 1987.

## Карьера
В 2001, он основал «Фонд PharmAccess» — некоммерческую организацию, которая находится в Амстердаме, направленную помогать доставать доступ к терапии ВИЧ/СПИДа в развивающихся странах и был его председателем фонда до момента гибели. Занимал пост президента Международного общества по лечению СПИДа (2002-2004). Ланге также был научным руководителем «HIV[e]Ducation», онлайн системы для обучения врачей, медсестер и консультантов, которые работают с ВИЧ-позитивными людьми. Он также был основателем и главным редактором научного журнала, посвященном тематике противовирусной терапии — «Antiviral Therapy».
В 2006 году он стал профессором медицины в Академическом медицинском центре Амстердамского университета и старшим научный советник Международного аналитического центра противовирусной терапии, Амстердам. Он был также одним из директоров Сотрудничества Нидерландов и Австралии по вопросам исследования ВИЧ (HIV-NAT), что базируется в Таиланд. Ланге также входил в Научно-консультативный совет «Accordia» Всемирного Фонда охраны здоровья.
Он был членом нескольких обществ, включая Американскую ассоциацию содействия развития науки, Американского общества микробиологии и Международного общества по борьбе со СПИД-ом.
Его авторству принадлежит свыше 350 статей.

### Профилактика ВИЧ / СПИДа
Ланге исследовал ВИЧ-инфекцию с 1983 года. В середине 1990-х годов, Ланге начал выдвигать идею относительно использования комбинированной терапии при управлении ходом заболевания ВИЧ / Спида. Он утверждал, что «иллюзия считать, что моно-терапия с помощью любого противоретровирусного препарата будет иметь значительное и продолжительное влияние на это заболевание», потому что развитие устойчивости к лекарствам значительно снижает эффективность лечения.
С 1992 до 1995 года он работал по всему миру как глава программы Всемирной организации здравоохранения в борьбе со СПИДом. Он ввел программу профилактики, диагностики и лечения болезни во всем мире. Его проекты продолжают во многих странах, в том числе в Аргентине, Бразилии, Кот-Д'Ивуаре, Мексике, Танзании, Таиланде, Уганде, Уругвае и Венесуэле.
В 1996 году Ланге вступился за противоречивую работу исследователя ВИЧ/СПИДА Дэвида Хо, который лечил инфицированных пациентов, прописывая им по 20 таблеток в день, как одну из процедур режима по приему «коктейля» из множества лекарств. Хотя этот эксперимент претерпел немало строгой критики, Ланге пояснил журналу «The Wall Street Journal», что «работа Давида за последние несколько лет помогла совершенно изменить представление о ВИЧ».
В 2003 году Ланге завершил работу по наблюдению детей ВИЧ-инфицированных матерей добровольцев из Руанды и Уганды. Он обнаружил, что шанс заражения ВИЧ у младенцев менее чем 1%, когда они получают противоретровирусные препараты. Ланге ознакомил с результатами опыта Международное общество по борьбе со СПИД-ом на встрече в Париже. Во время 10-й конференции посвященной ретровирусам и оппортунистическим инфекциям в Бостоне, Ланге огласил результаты большого клинического испытания, которое состоялось во многих центрах с участием 1216 пациентов в 17 странах. В связи с работами Ланге, который был главным исследователем, эти данные ясно демонстрируют сопоставимую эффективность невирапини эфавиренза в лечении ВИЧ».
Два года подряд он публиковал комментарии в редакционных статьях для журнала PLoS Medicine относительно фактов, что группы активистов не позволили провести несколько клинических процедур по профилактике предотвращения поражения (PREP). Он также выразил разочарование тем, что группы активистов предотвратили тестирование в Европе новых антагонистов рецептора CCR5. Однако Ланге подвергли критике из-за пренебрежения к нуждам работников секс-бизнеса во время опыта, в силу того, что другие исследователи утверждали, что обеспокоенность, которую выразили активисты, является «абсолютно правомерной».
С 2010 по 2012 год, Ланге был постоянным участником ежегодного Международного симпозиума по Медицине ВИЧ в Бангкоке, где он утверждал, что профилактика предотвращению поражения (PREP) значительно эффективнее, чем нынешние методы профилактики ВИЧ. (англ.)

## Смерть
Юп Ланге, его жена Жаклин ван Тонгерен и пятеро их детей были пассажирами самолёта Malaysia Airlines, рейс 17, который был сбит вблизи села Грабово, Украина, 17 июля 2014 года.
Ланге направлялся в Мельбурн, чтобы принять участие в 20-й Международной конференции по СПИДу, которая начиналась 20 июля.